# Zaborów (Basses-Carpates)
Pour les articles homonymes, voir Zaborów.
Zaborów est une localité polonaise de la gmina de Czudec, située dans le powiat de Strzyżów en voïvodie des Basses-Carpates.